# オットー・ハッセ
オットー・ハッセ（Otto Hasse、1871年6月21日 - 1942年9月28日）は、ドイツの軍人。最終階級はヴァイマル共和国軍（Reichswehr）歩兵大将。1923年から1925年まで、参謀総長に相当する陸軍兵務局長を務めた。

## 来歴
プロイセン王国のシュラーヴェ（現ポーランド領シュワヴノ）に生まれる。1890年に士官候補生としてプロイセン陸軍に入営し、第1ニーダーザクセン第46歩兵連隊「キルヒバッハ伯爵」に配属された。第一次世界大戦前に大参謀本部に配属され、軍事輸送・交通監督に従事していた。大戦中はさまざまな部隊の参謀を務める。第X後備軍団参謀長として第四次フランドル会戦を指揮した功により1918年5月に柏葉付プール・ル・メリット勲章を受章。
戦後はヴァイマル共和国軍に残り、国防省に配属された。1922年に兵務局長に任命され、着任の1923年2月に少将に昇進。1923年、兵務局長としてモスクワに赴き、ラパッロ条約に基づくソビエト連邦との秘密軍事協力協議にあたった。中将に昇進していた1926年に第3師団長に任命され、第III軍管区司令官を兼任した。1929年2月に歩兵大将に昇進。同年4月、第I集団司令官に就任。1932年に退役した。
第二次世界大戦中にベルリン・グルーネヴァルトで死去した。
| 軍職                      | 軍職                               | 軍職                        |
| ------------------------- | ---------------------------------- | --------------------------- |
| 先代 ヴィルヘルム・ハイエ | ドイツ陸軍兵務局長 1923年 - 1925年 | 次代 ゲオルク・ヴェッツェル |